# Football Club Black Stars Basel
Il Football Club Black Stars Basel è una società calcistica svizzera, con sede a Basilea, capitale del Canton Basilea Città. Fondato il 1º luglio 1907, ha disputato 1 stagione di massima divisione elvetica nella stagione 1930-31 ed uno spareggio promozione nel 1925-26 contro il FC Grenchen.
Il club milita nella 1ª Lega, quarta divisione del campionato elvetico.

## Palmarès

### Competizioni nazionali
- Challenge League: 1

1925-1926

### Competizioni interregionali
- Seconda Lega interregionale: 1

2011-2012 (gruppo 3)